# فرنتس راکوتسی دوم
فِرِنتس راکوتسی دوم  (مجاری: II. Rákóczi Ferenc، زاده ۲۷ مارس ۱۶۷۶ – درگذشته ۸ آوریل ۱۷۳۵) اشراف‌زادهٔ مجار، فرماندهٔ جنگ استقلال راکوتسی و پرنس ترانسیلوانی از ۱۷۰۴ بود. در ۱۷۰۴ به عنوان پرنس ترانسیلوانی و آخرین شخص دارای این جایگاه در دْیولافِهِروار انتخاب شد. اجداد پدری او همواره صاحب این منصب بودند. وی را در سال ۱۷۰۵ در مجمع ملی سِچِنْیْ به عنوان پرنسِ رهبر ایالات مؤتلفه پادشاهی مجارستان انتخاب کردند.
اسم او بر جنگ استقلال راکوتسی است که برای به دست آوردن استقلال کامل ایالتی از پادشاهی هابسبورگ از ۱۷۰۳ آغاز شد. با وجود اینکه تلاش او برای آزادی به نتیجه مطلوب نرسید، پس از پیمان ساتمار از پذیرش عفو خودداری کرد و بر استقلال مجارستان پایدار ماند. پیمان صلح ساتمار که به جنگ استقلال خاتمه داد به نوعی سازش منجر و مانع از ادغام مجارستان در امپراتوری هابسبورگ شد و قانون اساسی منتج به آن تا سال ۱۸۴۸ باقی ماند.
راکوتسی قهرمان ملی مجارستان است.

## ریشهٔ خانوادگی
فرنتس راکوتسی پدر خود را در عنفوان کودکی از دست داد. پدربزرگ، جد و جد بزرگ او به ترتیب دْیوردْیْ راکوتسی یکم و دوم و ژیگموند راکوتسی، هر سه پرنس ترانسیلوانی بودند. مادر او نیز ایلونا زرینی دختر بان کرواسی، پتر زرینی از خاندان زْرینی‌ها بود.

## کودکی و جوانی
فرنتس راکوتسی دوم فرزند فرنتس راکوتسی یکم و ایلونا زْرینی بود. پس از مرگ پدر در چند ماهگی و ازدواج مادر با ایمره تُکُلی، آنها در قلعه موکاچفو ساکن شدند. قلعه به دنبال تسخیر شمال و شرق مجارستان توسط امپراتور هابسبورگ، لئوپولد یکم در ۱۶۸۸سقوط کرد و راکوتسی را به فرمان امپراتور از مادرش جدا کردند و به یسوعی‌های بوهم برای آموزش سپردند. با این حال املاک خانوادگی آنان توسط امپراتور توقیف نشد.
در زمانی که تحت نظارت یسوعی‌ها قرار داشت آموزش و شیوهٔ تربیت او تماماً به زبان آلمانی بود و نامه‌هایی که به مادر و خواهرش می‌نوشت نیز با ترفندی متوقف شد، به طوری که در پانزده سالگی کاملاً زبان مادری را فراموش کرد. در این مدت او لاتین، فرانسوی، علوم طبیعی و ریاضیات را نزد استادان یسوعی آموخت. در کاخ وین متعلق به شوهر خواهرش، فردیناند گُبِر به سبک زندگی توانمندان خو گرفت که با مسافرت‌های زیاد به ایتالیا، ضیافت‌های پر زرق و برق، سوارکاری، شکار و قمار همراه بود. با وجود اینکه سنت خانوادگی او از طرف پدری پروتستان بود ولی با سبک کاتولیک بزرگ شد.

او در هجده‌سالگی به مقام لرد نایب‌السلطنه استان شارُش، در اسلواکی امروز منصوب شد و مالکیت زمین‌های خود در حدود ۷۰۰٬۰۰۰ هکتار را در اختیار گرفت. کمی پیش‌تر نیز با شارولتا اَمالیای پانزده ساله از خاندان مارگراف تورینگن و دودمان آرپاد ازدواج کرده‌بود.

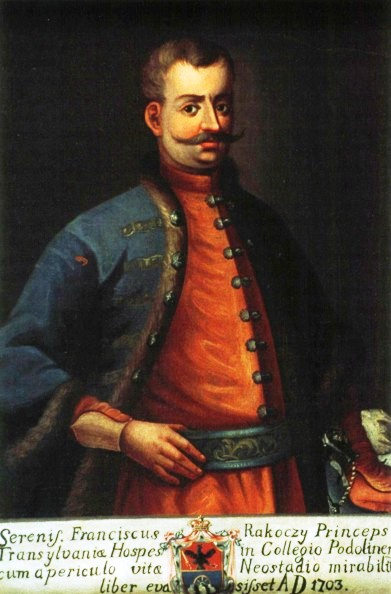
فرنتس راکوتسی دوم در ۱۷۰۳، نقاش گمنام
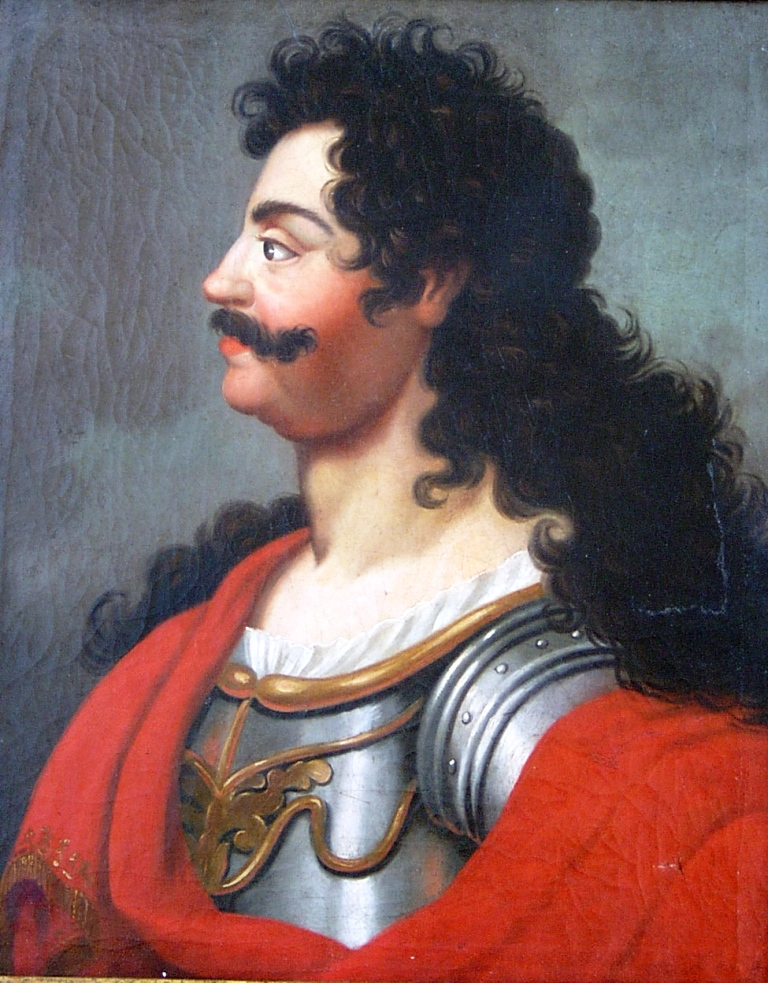
فرنتس راکوتسی دوم در ۱۷۱۲، توبیاس کِرگلینگ

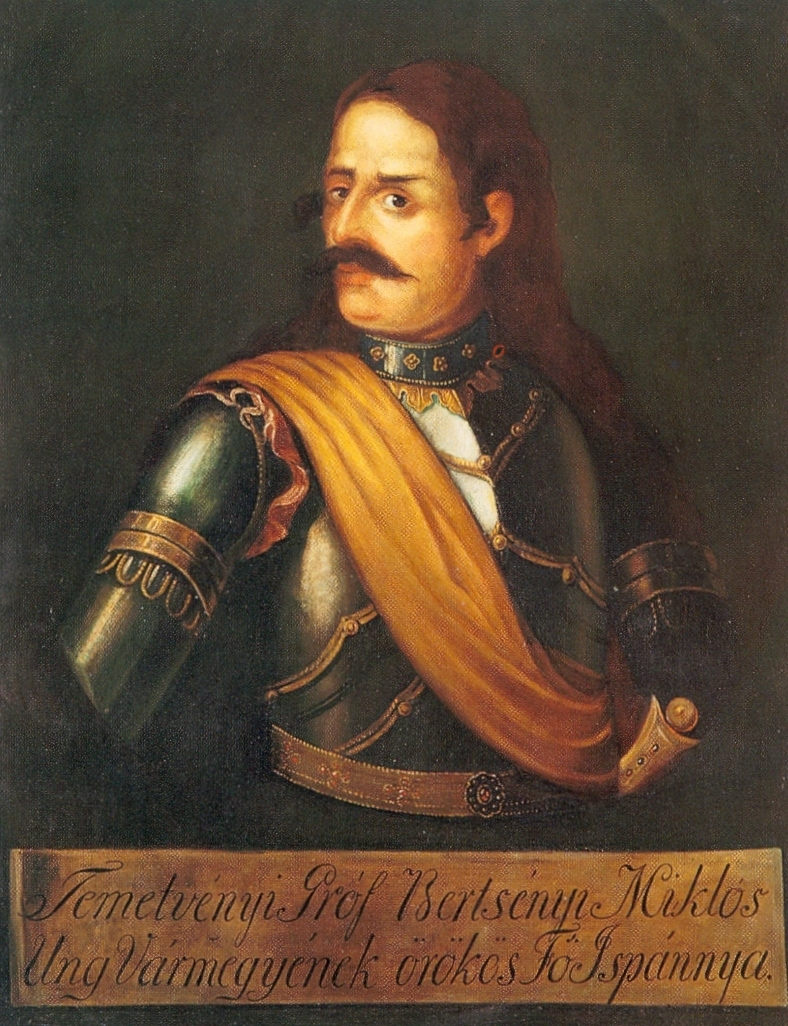
میکلوش بِرچِنیی، نقاش گمنام

## زمینه برای شورش
راکوتسی در ابتدا علاقه‌ای به مشارکت سیاسی نداشت و هنگامی‌که شورشیان در نزدیکی شهر توکای او را دعوت به رهبری کردند، به وین گریخت؛ حتی از امپراتور درخواست کرد املاکش در شمال مجارستان با ملکی هم ارزش در جایی دیگر در امپراتوری معاوضه شود که امپراتور نپذیرفت.
اما انتظار اینکه جوانی به‌غایت ثروتمند به دربار وفادار باقی بماند و به حزن و اندوه مردم خودش بی‌اعتنا باشد، واهی می‌نمود. تحت تأثیر محرومیت روزافزون مردم و تکبر اداری ارتش امپراتوری بود که راکوتسی وارد دوستی دیرین و رابطه‌ای نزدیک با همسایهٔ شورشی خود، مردی خوش بیان و قویاً تحصیل‌کرده به نام گراف میکلوش بِرچِنیی شد که در صدد قیامی دوباره بر ضد وین با حمایت دوستان لهستانی و طرف فرانسوی بود. با کمک همین مرد، راکوتسی زبان مادری خود را نیز احیا کرد.
در ۱۷۰۱ راکوتسی سفیری را به دربار لوئی چهاردهم فرستاد که هیچ واکنشی به همراه نداشت. سفیر نامهٔ راکوتسی را افشا کرد و باعث شد که او بازجویی و در همان محبوس پدربزرگش زندانی شود. پس از چند ماه زندان موفق شد با نفوذ اشرافی همسرش از زندان بگریزد و به لهستان رود. پس از فرار، همسر و فرزندانش را در وین گروگان گرفتند. راکوتسی در نزدیکی مرز لهستان به قلعهٔ شاهزاده اِلزبیِتا شینیاوسکا پناه برد که بینشان رابطهٔ عشقی و عاطفی عمیقی ایجاد شد.
در ۱۶ ژوئن ۱۷۰۳ با دو خادم مجدداً به خاک مجارستان پا نهاد و جنگی استقلال‌طلبانه بر ضد امپراتوری هابسبورگ را آغاز کرد که ۸ سال به طول انجامید.

## جنگ استقلال راکوتسی
خاستگاه شورش راکوتسی به سلطه وین در پادشاهی مجارستان در پایان اشغال عثمانی برمی‌گردد. با بازپس‌گیری بودا توسط اتحاد مقدس در نبرد بودا که از زمان نبرد موهاچ در اشغال امپراتوری عثمانی بود، پادشاهی مجارستان تحت کنترل وین قرار گرفت.
در ۱۷۰۴ راکوتسی رهبری شورش‌های پراکنده را به دست گرفت و آن را به قیامی ملی علیه هابسبورگ‌ها تبدیل کرد. در حالی که امپراتوری هابسبورگ در جنگ جانشینی اسپانیا مشغول بود، فرصتی برای راکوتسی فراهم آمد تا با کمک مالی جنگ را به پیش برد. در سپتامبر ۱۷۰۵ در نزدیکی سچنی جلسه‌ای با حضور اشرافیان برگزار شد که در آن راکوتسی را به عنوان پرنسِ رهبر کنفدراسیون پادشاهی مجارستان برگزیدند. در این شورا همچنین ۲۴ عضو سنا همه از نجیب‌زادگان پروتستان نیز انتخاب شدند که به همراه راکوتسی مسئولیت مشترکی را برای انجام امور خارجه از جمله مذاکرات صلح به عهده بگیرند. با قطع کمک‌ها جنگ منجر به شکست و پیمان ساتمار شد.

## تبعید و درگذشت
پس از صلح ساتمار، در اول مه ۱۷۱۱، ۱۲٬۰۰۰ کوروتس به امپراتوری سوگند وفاداری خوردند. راکوتسی، بِرچِنیی و هوادارانِ دیگر استقلال از پذیرفتن عفو خودداری کرده و به تبعید خودخواسته تن دادند.
راکوتسی و هوادارانش ابتدا به امید اینکه موقعیت نظامی تغییر کند به لهستان رفتند، پس از آن در ۹ نوامبر ۱۷۱۲، برای درخواست یاری از لوئی چهاردهم به فرانسه سفر کردند. راکوتسی می‌خواست تابعیت مستقل ترانسیلوانی در قرارداد اوترخت به رسمیت شناخته شود. راکوتسی در ۱۳ فوریه ۱۷۱۳ در کاخ ورسای پذیرفته شد اما تلاش‌های او نتیجه‌بخش نبود و ترانسیلوانی از معاهده راشتات و قرارداد اوترخت حذف شد. با مرگ لوئی چهاردهم و نومیدی که بر او چیره شد، راکوتسی به صومعهٔ کامالدولی پناه برد و در آنجا دو اثر خود یعنی دفتر خاطرات و اعترافات را نگاشت.
با درگرفتن دوبارهٔ جنگ بین احمد سوم و کارل ششم، امید تازه‌ای برای کوروتس‌ها پیدا شد و راکوتسی در ۱۷۱۷ به ترکیه نزد سلطان رفت ولی در ورود به ادرنه بود که جنگ دیگر به پایان رسیده‌بود و کمک خواستن از سلطان نتیجه‌ای در برنداشت.

راکوتسی تا پایان زندگی با متعهدترین فدائیان خود، از جمله میکلوش بِرچِنیی در تکیرداغ زندگی کرد. پس از مرگ راکوتسی در ۸ آوریل ۱۷۳۵ در تکیرداغ، تبعیدیان در ترکیه یوژف راکوتسی، پسر بزرگ او را دعوت به رهبری کردند.

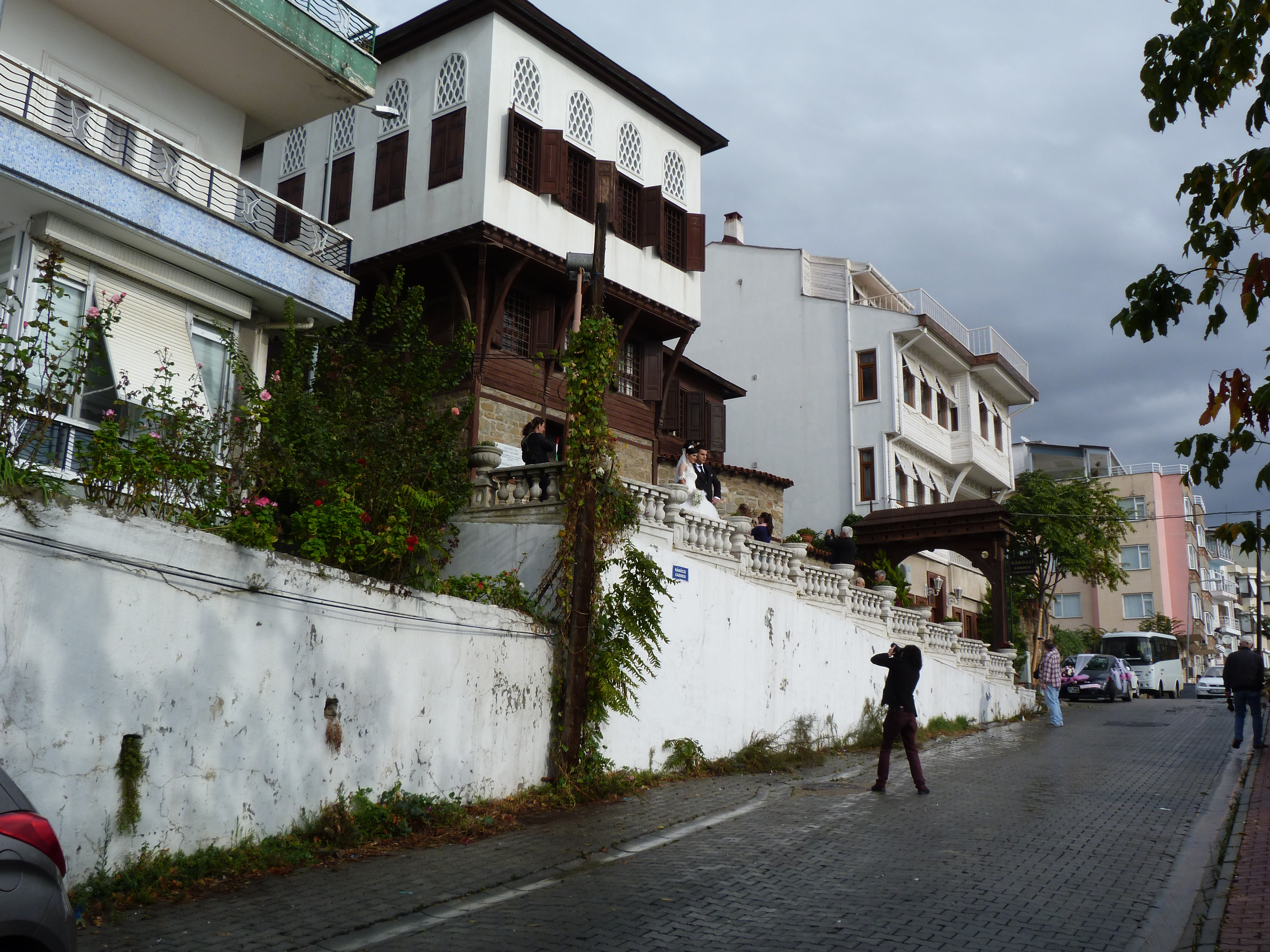
خانهٔ یادبود راکوتسی در تکیرداغ
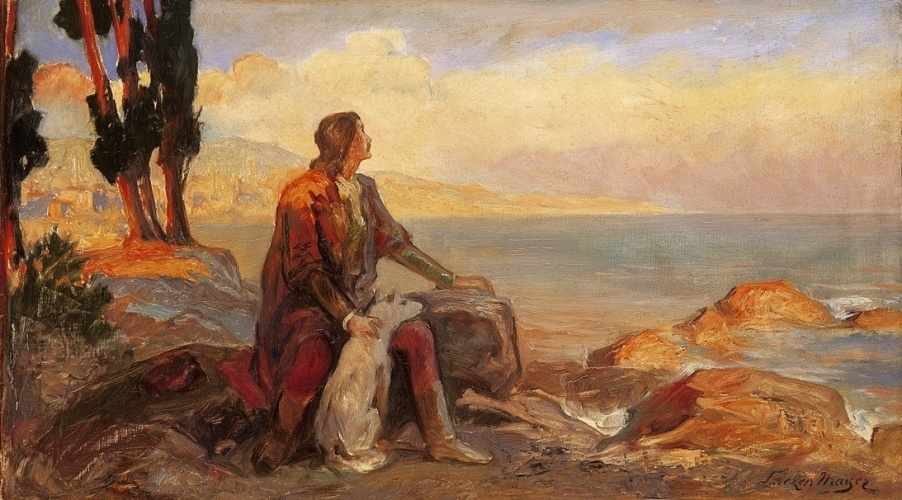
در تکیرداغ، شاندور لیزِن-مایِر

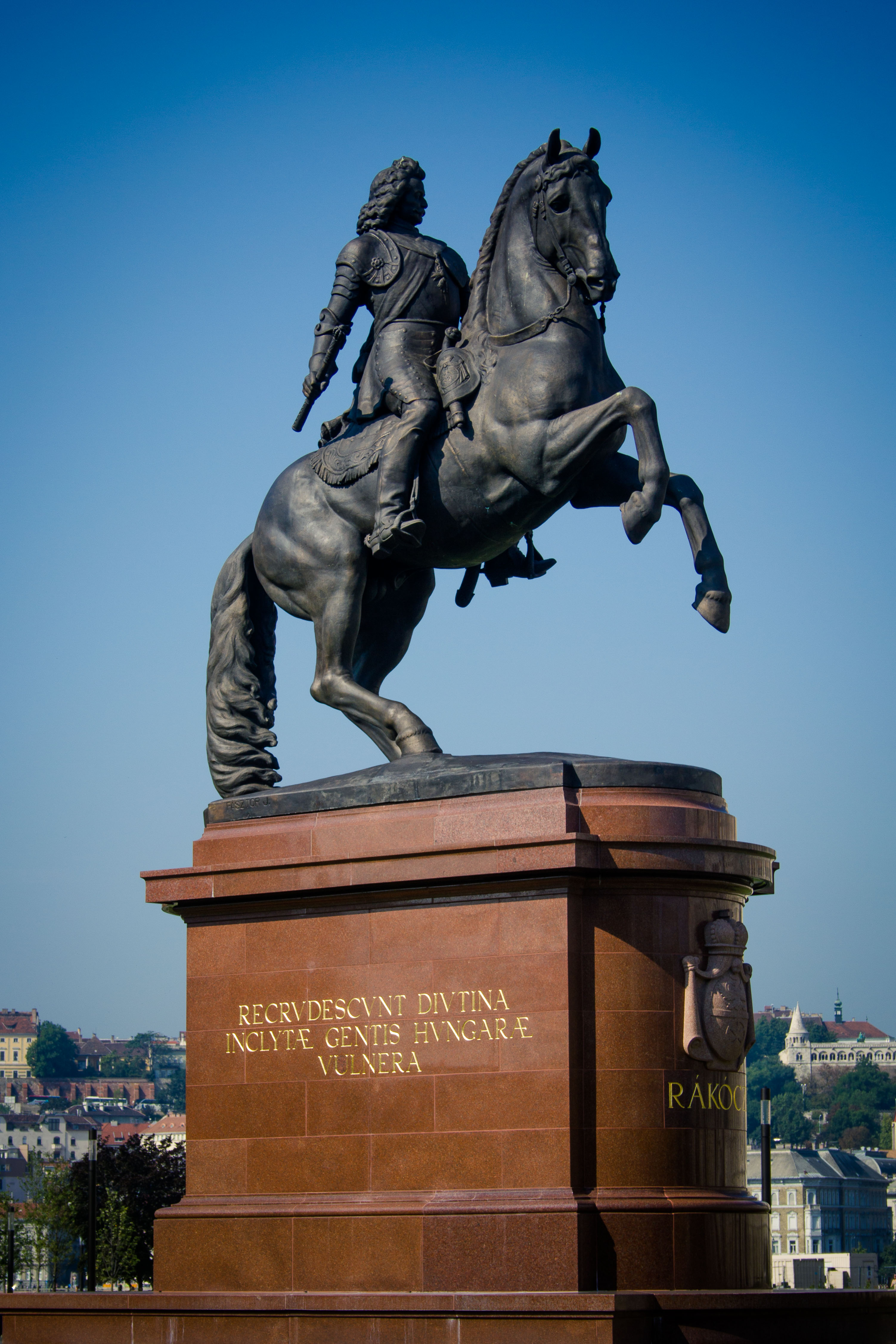
مجسمهٔ فرنتس راکوتسی دوم بیرون ساختمان پارلمان مجارستان

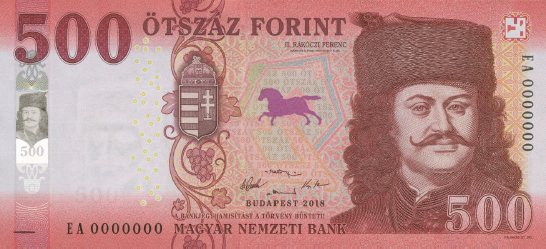
۵۰۰ فورینت مجارستان

## میراث
راکوتسی قهرمان ملی مجارستان است و در مناسبت‌های مختلف مورد تجلیل قرار می‌گیرد. بقایای خاک او را در ۲۹ اکتبر ۱۹۰۶ به کلیسای جامع سنت الیزابت در کاششا، مجارستان (امروز کوشیتسه، اسلواکی) منتقل کردند و در آنجا با مادرش ایلونا و پسرش به خاک سپرده شد.

### یادبودها
مجسمهٔ راکوتسی سوار بر اسب با شعار «با خدا برای وطن و آزادی» که بر روی پایهٔ مرمر قرمز آن نوشته شده، روبروی ساختمان پارلمان مجارستان در میدان کشوت لایوش قرار دارد. سال ساخت آن در ۱۹۳۷توسط یانوش پاستور است. در سال‌های ۱۹۵۰ دو کلمه اول: «با خدا» به دلایل ایدئولوژیکی حذف و در ۱۹۸۹ دوباره اضافه شد. در سال ۲۰۲۰ موضوع اشتباه املائی در شعار مطرح شد که هفتاد سال از چشم‌ها مخفی مانده‌بود.

### مکان‌ها و مؤسسه‌ها
تقریباً در هر شهر مجارستان، خیابان یا میدان اصلی با یاد راکوتسی نامگذاری شده‌است. در بوداپست خیابان راکوتسی مابین ارژبت‌واروش و یوژف‌واروش، در ۲۸ اکتبر ۱۹۰۶ به مناسبت بازگرداندن خاک او از ترکیه نام گرفت. راهپیمایی تشییع خاک او در همین خیابان طولانی از باسیلیکای سنت ایشتوان تا ایستگاه راه‌آهن شرقی انجام پذیرفت؛ خاک او را از آنجا به کاششا منتقل کردند. در یوژف‌واروش یک میدان هم به نام راکوتسی وجود دارد. یکی از پل‌های بوداپست بر رود دانوب پل راکوتسی نامگذاری شده‌است. در مجموع ۱۱ خیابان و ۳ میدان در بوداپست راکوتسی نام دارند.
دو روستا در مجارستان نام راکوتسی را دربردارند یکی راکوتسی‌فالوا و دیگری راکوتسی‌اوی‌فالو، هر دو در شهرستان یاس-نادی‌کون-سولنوک واقع شده‌اند.
خانهٔ راکوتسی در تکیرداغ اکنون با عنوان موزهٔ راکوتسی برای بازدیدکنندگان دایر است.

### اسکناس
تک‌چهره راکوتسی در اسکناس‌های مجارستان چاپ شده‌اند. پس از خارج شدن اسکناس ۵۰ فورینتی تصویر او به ۵۰۰ فورینت منتقل شد.

### مارش راکوتسی
مارش راکوتسی یکی از آهنگ‌های میهنی که گاه با عنوان مارش مجارستان نیز شناخته می‌شود، سرود غیررسمی قبل از سرود ملی بود. آهنگسازی ناشناس آن را در ۱۷۳۰ ساخته و در مناسبات دولتی و نظامی نواخته می‌شود.

## توضیحات
1. ↑  Charlotte Amalie von Hessen-Rheinfels-Wanfried
2. ↑  (به مجاری: vezérlő fejedelem)
3. ↑  جرج
4. ↑  Zrinski یا Zrínyi
5. ↑  Ferdinand Gobert von Aspremont-Lynden
6. ↑  Miklós Bercsényi
7. ↑  Elżbieta Sieniawska
8. ↑  (به لاتین: Cum Deo Pro Patria et Libertate)